# إسحاق كلاين
إسحاق كلاين (بالإنجليزية: Isaac Klein)‏ هو حاخام مجري، ولد في 5 سبتمبر 1905، وتوفي في 23 يناير 1979.